# Pachylioides inconspicua
Pachylioides inconspicua är en fjärilsart som beskrevs av Walker 1856. Pachylioides inconspicua ingår i släktet Pachylioides och familjen svärmare. Inga underarter finns listade i Catalogue of Life.